# Megi
Megi (女木島, Megi-jima), sovint romanitzat com a Megijima, és una illa de la prefectura de Kagawa i pertanyent al terme municipal de Takamatsu localitzada a la mar interior de Seto, Japó. L'illa també és coneguda popularment com a Onigashima (鬼ケ島) o "illa dels ogres" degut a la faula per a infants Momotarō, on hi apareix una illa de similars condicions. L'illa també és escenari de l'art de la Triennal de Setouchi.
L'illa forma part del municipi de Takamatsu, capital de Kagawa i a només quatre quilòmetres de l'illa mitjançant transbordador. L'illa de Megi té una població de vora les doscentes persones i una superfície de 2,66 quilòmetres quadrats. El territori de l'illa està ple de coves, el que fa que la gent associe l'illa a la faula de Momotarô, on els dimonis viuen a les coves d'una illa. En estiu, Megijima és un destí predilecte per als ciutadans de Takamatsu, que van a gaudir de les seues tranquil·les i netes platges i a la primavera, els més de 2.000 cirerers japonesos en flor o sakura fan les delícies dels visitants.